# Biserica „Adormirea Maicii Domnului” din Dascălu
Biserica „Adormirea Maicii Domnului” din Dascălu este un monument istoric aflat pe teritoriul satului Dascălu, comuna Dascălu.